# Кришпінович Олена Юріївна
Оле́на Ю́ріївна Кришпіно́вич — тренер-викладач зі спортивної акробатики; заслужений тренер України.

## З життєпису
За першим спортивним покликанням батутистка. Згодом займалася спортивною гімнастикою, по тому перекваліфікувалася у спортивну акробатику.
Старша тренерка-викладачка відділення спортивної акробатики Волинської обласної ДЮСШ. З початку 2000-х готує юних спортсменів. Серед її вихованців — десять майстрів спорту, один майстер спорту міжнародного класу; чимало кандидатів у майстри спорту.
Серед вихованок — Куніцка Вікторія Андріївна; Мальчук Олександра Андріївна; Пом'яновська Дарина Олександрівна.

## Відзнаки
- кращий тренер з неолімпійських видів спорту за підсумками 2021 року Волинської ОДА[3]
- 2022 — Почесна грамота Волинської обласної ради[4]